# Чернечий орден
Черне́чий о́рден — у католицизмі, а з певного часу і в деяких протестантів — спільнота ченців, члени якого дотримуються загального статуту, складаючи під час вступу врочисті обітниці (на відміну від чернечого згромадження, вступаючи в яке складають лише прості обіти).
Католицькі чернечі ордени – організації католицьких ченців. Їхня діяльність підпорядковується чітким статутним нормам. Вони мають централізоване керівництво. Вищими посадовими особами в них є "генерали" чи "генеральні магістри", яким підлягають "провінціали" (провінціальні магістри та пріори); останнім, у свою чергу, підпорядковані абати та конвентуальні пріори. Над посадовими особами стоїть генеральний капітул, що є колегіальним органом, він складається з керівників різних рангів та скликається раз на кілька років. Особливим типом орденів були військово-чернечі, що поєднували чернечу та військову діяльність і мали за мету збройний захист своєї віри. Найбільш впливовими з них були: орден Іоаннітів (Мальтійський), орден тамплієрів, Тевтонський орден.
Залежно від специфіки розрізняють:
- Ордени бенедиктинського статуту
- Жебручі ордени
- Ордени регулярних каноніків
- Ордени регулярних кліриків

У Східних католицьких церквах також існують чернечі ордени, звані по-слов'янськи чинами:
- Василіяни — Чин святого Василія Великого

## Цістеріанці
Рух Цістеріанців виник у 1098 р. коли абат Бенедектинського монастиря Роберт Малумі спробував переконати своїх ченців вести суворіший спосіб життя. Цістеріанці охоче селилися в диких місцевостях де не було ні сіл ні селян де вони були першопроходцями, споруджували собі будівлі засіваючи землі та збираючи врожаї. Вони носили простий одяг, вовняні сутани, харчувались вегетаріанською їжею, будували церкви без скульптур, окрас, дзвіниць, надаючи перевагу простому муруванню. Літургію служили в простих сутанах. Хоча цистеріанці дотримувалися Бенедектинського статуту, але вони відкинули бенедектинську та клюнійську практику приймати в монастир дітей.

## Картузіанці
В XI-XII ст. починає розповсюджуватись пустельницький спосіб життя монахів, так званих ченців-відлюдників які мали надзвичайно великий авторитет серед вірних. Життя відлюдників було зовсім несхожим на життя Бенедектинців, бо вони заохочували до індивідуалізму, самоти та суворого аскетизму, тобто рис поведінки яких Бенедикт радив своїм послідовникам уникати. Церковна влада хоча і визнавала цінність відлюдницького способу життя монахів, проте ставилася до цього з підозрою, адже її тривожили витівки відлюдників, та ніким несхвалені проповіді. В XI ст. Бруно Кельський вирішив обєднати монахів відлюдників в один орден, які б керувалися одним статутом та правилами. Їхні громади були компактні. Це були як правило 12 ченців. Протягом тижня монахи відлюдники жили самотньо в невеликих келіях, їли, працювали, молилися і спали в самоті та мовчанні. По неділях вони збиралися на Месу, спільну трапезу та розмову. 

## На українських землях
На українських землях, які свого часу входили до складу Речі Посполитої, діяли бенедиктинський, домініканський, францисканський, бернардинський ордени, а також кармеліти та єзуїти. На зразок власне католицьких орденів після Берестейської церковної унії 1596 року тут було створено греко-католицькі (унійні) чини св. Василія Великого (див. Василіяни) та Феодора Студита (див. Студити). Чернечі ордени відіграли істотну роль у релігійному, духовному та громадсько-політичному житті України. Монастирі окремих католицьких орденів (сестер милосердя, візиток), які турбувалися про знедолених – доглядали за хворими, підтримували убогих та сиріт, а також опікувалися народною освітою, створювали численні бібліотеки, набули в місцевого населення доброї репутації. З участю орденів розвивалося церковне будівництво, іконопис, релігійні музичні твори.